# 玫瑰木属
玫瑰木属（学名：Rhodamnia）是桃金娘科下的一个属，为灌木或小乔木植物。该属共有12种，分布于马来半岛至大洋洲。